# Quargnasca
Le Quargnasca est un torrent du Piémont coulant dans la province de Biella. Il est l'un des principaux affluents de la Strona di Mosso.

## Géographie

### Parcours

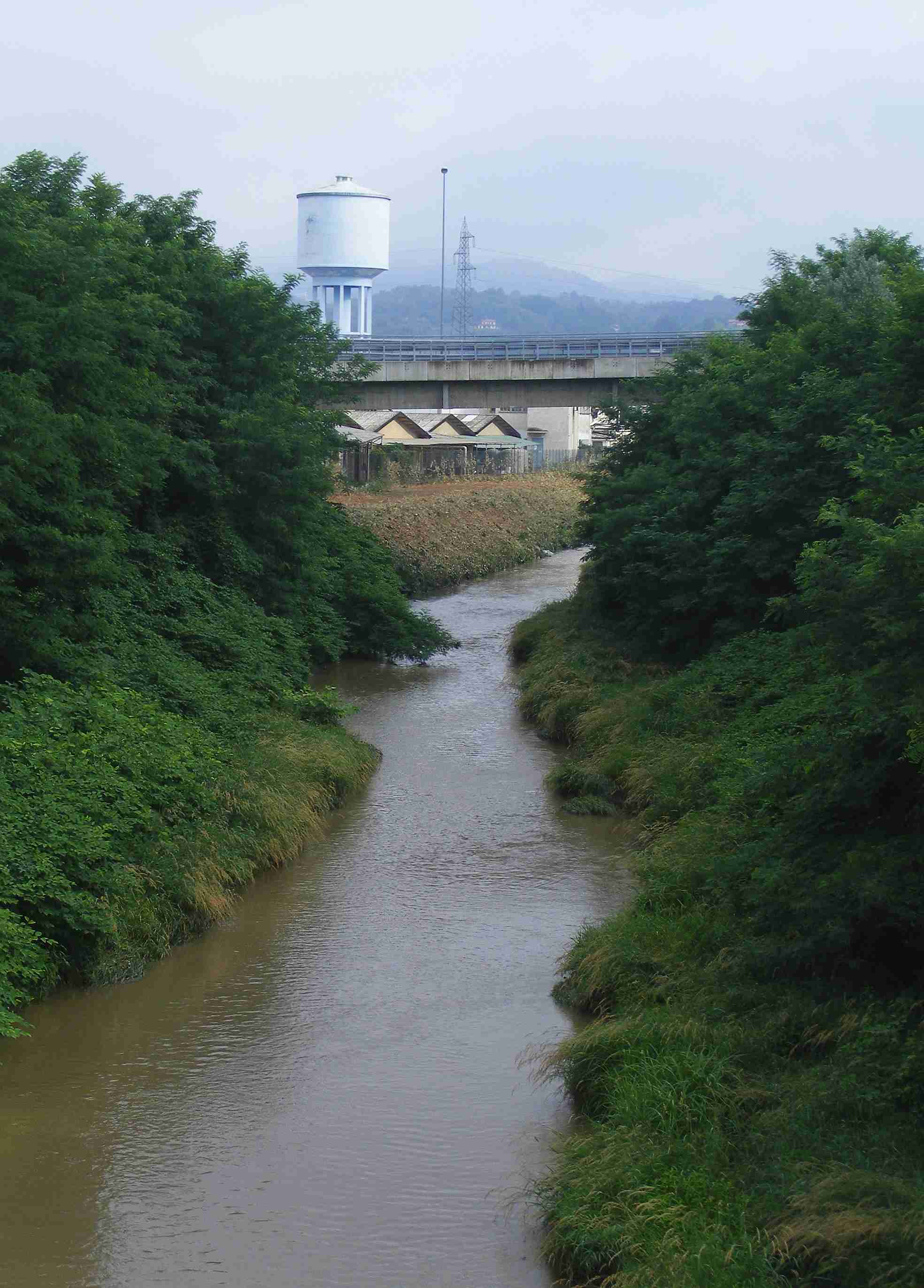
Le Quargnasca entre Cossato et Quaregna.

Le Quargnasca prend son origine d'une petite source nommée Rio Trivero prenant naissance à environ 750 mètres sur les pentes méridionales du mont Rovella, sur le territoire de la commune de Bioglio. Pointant vers le sud, le torrent passe entre les petits villages de Piatto et de Ternengo et reçoit les eaux de son premier affluent significatif, le torrent Riasco, depuis la rive droite. Il marque ensuite la limite entre les villes de Valdengo et de Piatto et change son orientation pour quelques kilomètres en se dirigeant vers le nord-est. Passant tout près du centre de Quaregna, il prend une inclinaison nord-sud et, effleurant Cossato, entre dans la plaine. À cet endroit, il reçoit l'apport hydrique de son principal affluent, le Chiebbia depuis sa rive droite. Quelques centaines de mètres après cette confluence, toujours sur le territoire de la commune de Cossato, le Quargnasca se jette dans la Strona di Mosso à 243 mètres d'altitude.

### Principaux affluents
Le réseau hydrographique alimentant le Quargnasca est plutôt complexe, étant donné qu'il draine une zone de collines sillonnée par les vallées avec des orientations très diverses. Ses principaux affluents sont :
Sur sa rive droite :
- Torrent Riasco : prend sa source au sud de Pettinengo et, après avoir formé le vallon encaissé séparant le village de Zumaglia de Bioglio et de Ternengo, tourne sa propre orientation de 90° et conflue dans le Quargnasca près de Piatto.
- Rio Ranzino : prend sa source à Ronco Biellese et se jette dans le Quargnasca à Piatto.
- Torrent Chiebbia

Sur sa rive gauche :
- Rio Vignolo et Rio Miola : tous deux drainent les territoires des communes de Vallanzengo et de Valle San Nicolao.
- Rio del Parlamento : prend sa source au hameau Borio de Cossato après avoir marqué la limite occidentale de cette commune. Il se jette dans le Quargnasca à Quaregna.

## Histoire
Les crues du torrent dues aux abondantes pluies survenant dans la zone ont par le passé été parfois désastreuses, comme ce fut le cas par exemple à l'automne 1968. À cette occasion, le torrent détruisit une habitation tout près de la commune de Quaregna, provoquant la mort de six personnes.
En 1976 aussi une crue du Quargnasca causa de nombreux dégâts rendant durant un temps la zone dangereuse et non viable.
La basse altitude du bassin du Quargnasca entraîne en hiver des accumulations neigeuses limitées et de brève durée ainsi que des neiges printanières elles aussi peu excessives.

## Utilisation
La zone traversée par le torrent est occupée par de nombreuses petites entreprises industrielles qui extraient et se servent des eaux du Quargnasca. Ses eaux servent aussi, mais à moindre intensité, à des prélèvements pour l'usage agricole.

## Sources
- (it) Cet article est partiellement ou en totalité issu de l’article de Wikipédia en italien intitulé « Quargnasca » (voir la liste des auteurs).